# 志斐国守
志斐 国守（しい の くにもり）は、平安時代初期の貴族・陰陽師。氏は中臣志斐とも記される。姓は連。官位は従五位下・陰陽博士。

## 経歴
桓武朝後半に陰陽博士を務め、延暦16年（797年）には長雨により平群山と高安山で山崩れが発生して人家が埋没したため、陰陽少属・菅原世道と共に両山に派遣されて鎮祭を行った。
その後、外従五位下に叙せられ、平城朝では陰陽博士と天文博士を両方兼帯した。嵯峨朝の弘仁2年（811年）には、陰陽道において傍輩より優れていることを賞されて内位の従五位下に叙せられている。

## 官歴
『日本後紀』による。
- 時期不詳：正六位上
- 延暦16年（797年） 7月3日：見陰陽博士
- 時期不詳：外従五位下。天文博士
- 大同3年（808年） 9月5日：兼陰陽博士
- 大同4年（809年） 正月23日：兼因幡権掾
- 大同5年（810年） 9月17日：兼石見権掾、天文博士如故
- 弘仁2年（811年） 2月2日：従五位下（内位）